# ヒストリー パスト、プレズント・アンド・フューチャー ブック1
『ヒストリー パスト、プレズント・アンド・フューチャー ブック1』（HIStory: Past, Present and Future, Book I）は、1995年6月20日に発売されたマイケル・ジャクソンのアルバム。
これまでに全世界で2000万枚以上を売り上げている。

## 概要
1枚目は1979年から1991年までのヒット曲を集めたベスト盤、2枚目はニュー・アルバムという変則的な2枚組アルバム。1枚目は2001年に『グレイテスト・ヒッツ～ヒストリー Vol.1』として単品販売もされている。
アルバムの予告編として「ヒストリー・ティーザー」が制作された。このビデオは『ヒストリー・オン・フィルム VOLUME II』に収録されている。
アルバムは全世界で2000万枚以上を売り上げ、アルバムからシングルカットされた「スクリーム」では「史上最も費用の使われたミュージック・ビデオ」として、「ユー・アー・ナット・アローン」では「全米シングルチャート初登場第1位を獲得した史上初のアーティスト」としてギネス世界記録に認定されている。
初回盤と以降の版では「ゼイ・ドント・ケア・アバウト・アス」と「ヒストリー」が差し替えられている。「ゼイ・ドント・ケア・アバウト・アス」は歌詞の一部に反ユダヤ主義と誤解される箇所があったため（マイケル自身は否定）、以降の版やシングル・バージョンなどでは修正されている。「ヒストリー」は許諾を得た上で組曲「展覧会の絵」の「キエフの大門」を前奏の部分に使用していたが、問題が生じたために以降の版ではマイケルによって「キエフの大門」に似せたオリジナルのメロディーが使用されている。
2枚目に収録されている「D.S.」のタイトルと歌詞中に出てくる「ドム・シェルドン」は1993年の性的虐待疑惑でマイケルを立件しようと躍起になった検察官トム・スネドンの名前を捩っている。
アルバムジャケットになっているマイケルの銅像はレプリカが世界各地に展示され、日本でも阪神・淡路大震災の復興支援として神戸のポートアイランドに期間限定で展示された。

## 収録曲
| #   | タイトル                                                     | 作詞・作曲                                             |
| --- | ------------------------------------------------------------ | ------------------------------------------------------ |
| 1.  | 「Billie Jean」                                              | マイケル・ジャクソン                                   |
| 2.  | 「The Way You Make Me Feel」                                 | マイケル・ジャクソン                                   |
| 3.  | 「Black Or White」(feat. L.T.B.)                             | マイケル・ジャクソン                                   |
| 4.  | 「Rock With You」                                            | ロッド・テンパートン                                   |
| 5.  | 「She's Out Of My Life」                                     | トム・バーラー                                         |
| 6.  | 「Bad」                                                      | マイケル・ジャクソン                                   |
| 7.  | 「I Just Can't Stop Loving You」(feat. サイーダ・ギャレット) | マイケル・ジャクソン                                   |
| 8.  | 「Man In The Mirror」                                        | グレン・バラード サイーダ・ギャレット                  |
| 9.  | 「Thriller」                                                 | ロッド・テンパートン                                   |
| 10. | 「Beat It」                                                  | マイケル・ジャクソン                                   |
| 11. | 「The Girl Is Mine」(feat. ポール・マッカートニー)           | マイケル・ジャクソン                                   |
| 12. | 「Remember The Time」                                        | マイケル・ジャクソン テディ・ライリー バーナード・ベル |
| 13. | 「Don't Stop 'Til You Get Enough」                           | マイケル・ジャクソン                                   |
| 14. | 「Wanna Be Startin' Somethin'」                              | マイケル・ジャクソン                                   |
| 15. | 「Heal The World」                                           | マイケル・ジャクソン                                   |

| #   | タイトル                                       | 作詞・作曲                                                                    |
| --- | ---------------------------------------------- | ----------------------------------------------------------------------------- |
| 1.  | 「Scream」(feat. ジャネット・ジャクソン)       | マイケル・ジャクソン ジャネット・ジャクソン ジェームズ・ハリス テリー・ルイス |
| 2.  | 「They Don't Care About Us」                   | マイケル・ジャクソン                                                          |
| 3.  | 「Stranger In Moscow」                         | マイケル・ジャクソン                                                          |
| 4.  | 「This Time Around」(feat. ノートリアスB.I.G.) | マイケル・ジャクソン ダラス・オースティン ブルース・スウェーデン レネ・ムーア |
| 5.  | 「Earth Song」                                 | マイケル・ジャクソン                                                          |
| 6.  | 「D.S.」                                       | マイケル・ジャクソン                                                          |
| 7.  | 「Money」                                      | マイケル・ジャクソン                                                          |
| 8.  | 「Come Together」                              | ジョン・レノン ポール・マッカートニー                                         |
| 9.  | 「You Are Not Alone」                          | R・ケリー                                                                     |
| 10. | 「Childhood」                                  | マイケル・ジャクソン                                                          |
| 11. | 「Tabloid Junkie」                             | マイケル・ジャクソン ジェームズ・ハリス テリー・ルイス                        |
| 12. | 「2 Bad」                                      | マイケル・ジャクソン ブルース・スウェーデン レネ・ムーア ダラス・オースティン |
| 13. | 「HIStory」                                    | マイケル・ジャクソン ジェームズ・ハリス テリー・ルイス                        |
| 14. | 「Little Susie」                               | マイケル・ジャクソン                                                          |
| 15. | 「Smile」                                      | チャールズ・チャップリン ジョン・ターナー ジェフリー・パーソンズ              |

## チャート
| チャート (1995–2009年)                        | 最高位 |
| --------------------------------------------- | ------ |
| アルゼンチン (CAPIF)                          | 2      |
| オーストラリア (ARIA)                         | 1      |
| オーストリア (Ö3 Austria)                     | 2      |
| ベルギー (Ultratop Flanders)                  | 1      |
| ベルギー (Ultratop Wallonia)                  | 1      |
| ブラジル (ABPD)                               | 1      |
| カナダ (RPM)                                  | 1      |
| カナダ (The Record)                           | 1      |
| チリ (IFPI)                                   | 1      |
| チェコ (IFPI)                                 | 13     |
| デンマーク (トラックリステン)                 | 1      |
| オランダ (MegaCharts)                         | 1      |
| ヨーロッパ (ビルボード)                       | 1      |
| フィンランド (スオメン・ヴィラリネン・リスタ) | 2      |
| フランス (SNEP)                               | 1      |
| ドイツ (Offizielle Top 100)                   | 1      |
| ハンガリー (MAHASZ)                           | 4      |
| アイルランド (IRMA)                           | 1      |
| イタリア (FIMI)                               | 1      |
| 日本 (オリコン)                               | 3      |
| メキシコ (トップ100メヒコ)                    | 9      |
| ニュージーランド (RMNZ)                       | 1      |
| ノルウェー (VG-lista)                         | 1      |
| ポルトガル (AFP)                              | 2      |
| スコットランド (OCC)                          | 1      |
| スペイン (プロムシカエ)                       | 2      |
| スウェーデン (Sverigetopplistan)              | 3      |
| スイス (Schweizer Hitparade)                  | 1      |
| UK アルバムズ (OCC)                           | 1      |
| UK R&B Albums (OCC)                           | 1      |
| US Billboard 200                              | 1      |
| US Top R&B/Hip-Hop Albums (Billboard)         | 1      |

| チャート (1995年)                                  | 順位 |
| -------------------------------------------------- | ---- |
| オーストラリア (ARIA)                              | 4    |
| オーストリア (Ö3 Austria)                          | 18   |
| ベルギー (Ultratop Flanders)                       | 12   |
| ベルギー (Ultratop Wallonia)                       | 3    |
| カナダ (RPM)                                       | 11   |
| オランダ (Album Top 100)                           | 13   |
| ヨーロッパ (Music & Media)                         | 8    |
| フランス (SNEP)                                    | 3    |
| ドイツ (Offizielle Top 100)                        | 12   |
| ニュージーランド (RMNZ)                            | 5    |
| スウェーデン (Sverigetopplistan)                   | 35   |
| スイス (Schweizer Hitparade)                       | 8    |
| イギリス (OCC)                                     | 5    |
| 全米 Billboard 200                                 | 32   |
| 全米 トップ R&B/ヒップホップ・アルバム (Billboard) | 28   |

| チャート (1996年)                | 順位 |
| -------------------------------- | ---- |
| オーストラリア (ARIA)            | 13   |
| オーストリア (Ö3 Austria)        | 23   |
| オランダ (Album Top 100)         | 7    |
| ヨーロッパ (Music & Media)       | 7    |
| フランス (IFOP)                  | 8    |
| ドイツ (Offizielle Top 100)      | 11   |
| ニュージーランド (RMNZ)          | 13   |
| スウェーデン (Sverigetopplistan) | 85   |
| スイス (Schweizer Hitparade)     | 15   |
| 全米 Billboard 200               | 177  |

| チャート (1997年)            | 順位 |
| ---------------------------- | ---- |
| オーストラリア (ARIA)        | 66   |
| ベルギー (Ultratop Flanders) | 79   |
| ベルギー (Ultratop Wallonia) | 65   |
| オランダ (Album Top 100)     | 57   |
| ヨーロッパ (Music & Media)   | 90   |
| フランス (SNEP)              | 40   |
| ドイツ (Offizielle Top 100)  | 80   |
| ニュージーランド (RMNZ)      | 13   |

| チャート (2003年) | 順位 |
| ----------------- | ---- |
| イギリス (OCC)    | 119  |

| チャート (2009年)           | 順位 |
| --------------------------- | ---- |
| ドイツ (Offizielle Top 100) | 87   |

## 配信
iTunes
dミュージック
mora